# Duncan Kibet Kirong

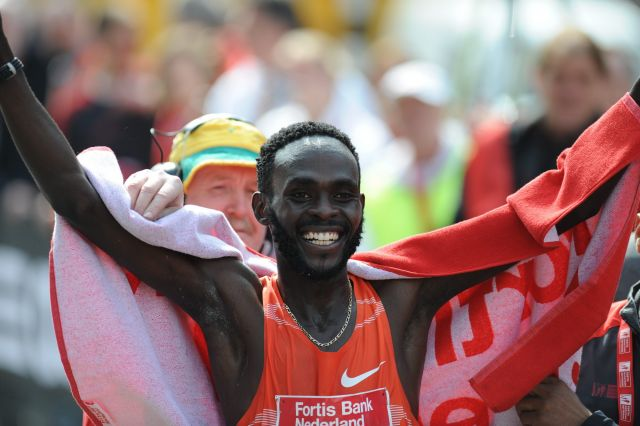
Duncan Kibet Kirong nach seinem Sieg beim Rotterdam-Marathon 2009

Duncan Kibet Kirong (* 25. April 1978 bei Eldoret) ist ein kenianischer Marathonläufer.
Nachdem er sich bei einem Autounfall im Alter von 16 Jahren das Bein gebrochen hatte, dachte er zunächst nicht daran, mit dem Laufsport zu beginnen. Der Erfolg seines älteren Bruders Luke Metto brachte ihn zum Umdenken.
2004 gewann er den Lille-Halbmarathon, und 2005 wurde er jeweils Zweiter in Lille und beim Delhi-Halbmarathon.
2006 gewann er die erste Austragung des San-José-Halbmarathons in 1:00:22 h, die zweitschnellste Zeit, die über diese Distanz bis zu diesem Zeitpunkt jemals auf US-amerikanischem Boden erzielt worden war.
2008 wurde er Zweiter beim Vienna City Marathon und stellte beim Mailand-Marathon mit 2:07:53 h einen Streckenrekord auf.
Seinen bislang größten Triumph feierte er 2009 beim Rotterdam-Marathon. Dort siegte er mit hauchdünnem Vorsprung vor dem zeitgleichen James Kipsang Kwambai. Mit der Zeit von 2:04:27 wurde er der zweitschnellste Mensch über diese Distanz hinter Haile Gebrselassie (Stand: Anfang April 2009). Beim Berlin-Marathon 2009 kam es zu einem Aufeinandertreffen zwischen den beiden. Während Haile Gebrselassie siegte, aber den anvisierten Weltrekord verfehlte, musste Kirong wegen eines Hüftproblems nach 32 km aufgeben.
2010 wurde er Vierter beim Lissabon-Halbmarathon, erreichte aber beim London-Marathon erneut nicht das Ziel.
Duncan Kibet Kirong wird von dem Italiener Claudio Berardelli trainiert. Sein ungewöhnliches Erscheinungsbild hat ihm die Spitznamen „Rasta“ und „Jamaican“ eingebracht. Sein jüngerer Bruder Shadrack Kiptoo Biwott ist ebenfalls ein erfolgreicher Langstreckenläufer.

## Bestleistungen
- Halbmarathon: 1:00:22 h, 8. Oktober 2006, San José
- Marathon: 2:04:27 h, 5. April 2009, Rotterdam (ehemaliger kenianischer Rekord)